# Sociobiologia
Sociobiologia ou biossociologia é o estudo do comportamento social dos animais usando conceitos da psicologia, etologia, evolução, sociologia e da genética de populações. O termo foi popularizado por Edward Osborne Wilson, em seu livro Sociobiologia: A Nova Síntese, lançado em 1975.
Essa disciplina científica propõe que comportamentos e sentimentos animais, também existentes nos seres humanos, como o altruísmo e a agressividade,  são em parte derivados da genética, e não  apenas adquiridos, cultural ou socialmente. Tal proposta causou grande controvérsia no cenário intelectual e até hoje divide os pesquisadores. Entretanto, boa parte das críticas consiste em interpretações errôneas da teoria, que é muito confundida com o darwinismo social.

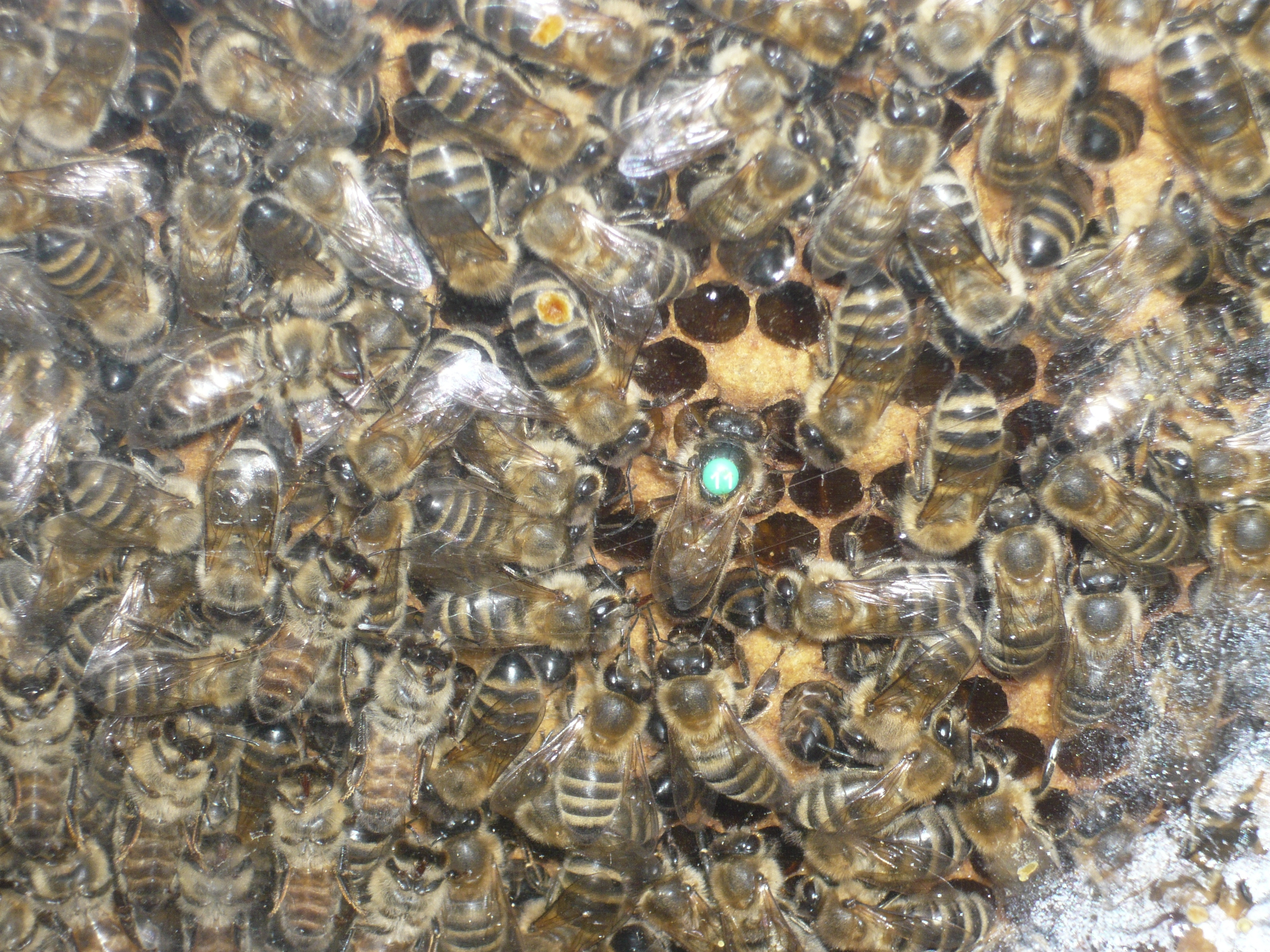
Comportamento diferenciado por "castas" entre abelhas

## Entendendo a teoria
Como o homem é também um animal, este não está isento de ser um objeto de estudo da sociobiologia. O dualismo cartesiano, que separa as funções mentais dos seus elementos corporais, é um obstáculo para o entendimento da sociobiologia. Conforme defendido pela psicologia evolutiva, o cérebro dos humanos também sofreu pressões seletivas específicas, que o adaptaram a determinadas circunstâncias. Antes mesmo da vida em grandes sociedades, o homem precisava interagir e se comunicar. Um organismo geneticamente propenso ao altruísmo, por exemplo, poderia ter ganhos maiores se o ambiente fosse propício a isso, conforme demonstrou o biólogo Robert Trivers. Assim, sentimentos como a compaixão seriam influenciados por fatores genéticos, e portanto deveriam ser estudados com base na biologia.
A sociobiologia não propõe o determinismo de qualquer forma. A influência da cultura é diminuída, mas não eliminada. A cultura e os genes não devem ser vistos como fatores antagônicos no comportamento, mas como fatores que interagem, a cultura sendo um fator ambiental que afeta a maneira como serão expressos os genes que tenham relação com o comportamento.

### Pilares da sociobiologia
A Sociobiologia se apoia em alguns conceitos que formam a base dessa ciência. Em primeiro lugar a evolução centrada no gene é importante para se identificar as vantagens e desvantagens evolutivas de um determinado comportamento social. Este conceito é o assunto central do livro 1976 de Richard Dawkins "O Gene Egoísta" (uma importante obra de popularização da Sociobiologia) e foi desenvolvido na década de 1960 por W. D. Hamilton. Outro conceito importante para a disciplina é a seleção de parentesco (Kin Selection). A Seleção de Parentesco é especialmente útil para o entendimento de atos altruísticos entre indivíduos aparentados. Por fim, a ideia do altruísmo recíproco, proposta por Robert Trivers é eficaz para a explicação de atos altruísticos entre indivíduos não necessariamente aparentados.

## Sociobiologia humana
A Sociobiologia trata do entendimento do comportamento social dos animais. Como são animais sociais, ou seja, apresentam vida organizada em sociedades, os seres humanos são objeto da Sociobiologia. Entretanto os seres humanos apresentam um fator que os torna diferentes da maioria dos animais sociais: a cultura. A cultura é capaz de promover transformações na forma como os humanos interagem com seu ambiente abiótico e biótico, independente de sua herança genética. Assim, é importante lembrar que para os sociobiólogos, o comportamento é fenótipo, isto é, é um produto dos genes com o ambiente.
Sociobiólogos não têm um consenso sobre o papel da Sociobiologia Humana. Robert Trivers defende a pertinência da analogia do comportamento dos chimpanzés com seres humanos, uma vez que 99,5% da história evolutiva dos seres humanos foram compartilhados com os chimpanzés. Já Edward Osborne Wilson acha difícil saber até onde a Sociobiologia pode ser aplicada a seres humanos. Para Dawkins, seres humanos fugiram às regras biológicas mais importantes, mas ele não deixa de fazer referências ocasionais às possíveis implicações humanas. No outro extremo da controvérsia, John Maynard Smith acha totalmente improvável uma sociobiologia Humana.
Atualmente, a sociobiologia tem como ramo mais proeminente a Psicologia Evolucionista, do psicólogo Steven Pinker e do casal Leda Cosmides e John Tooby.

## Principais teóricos

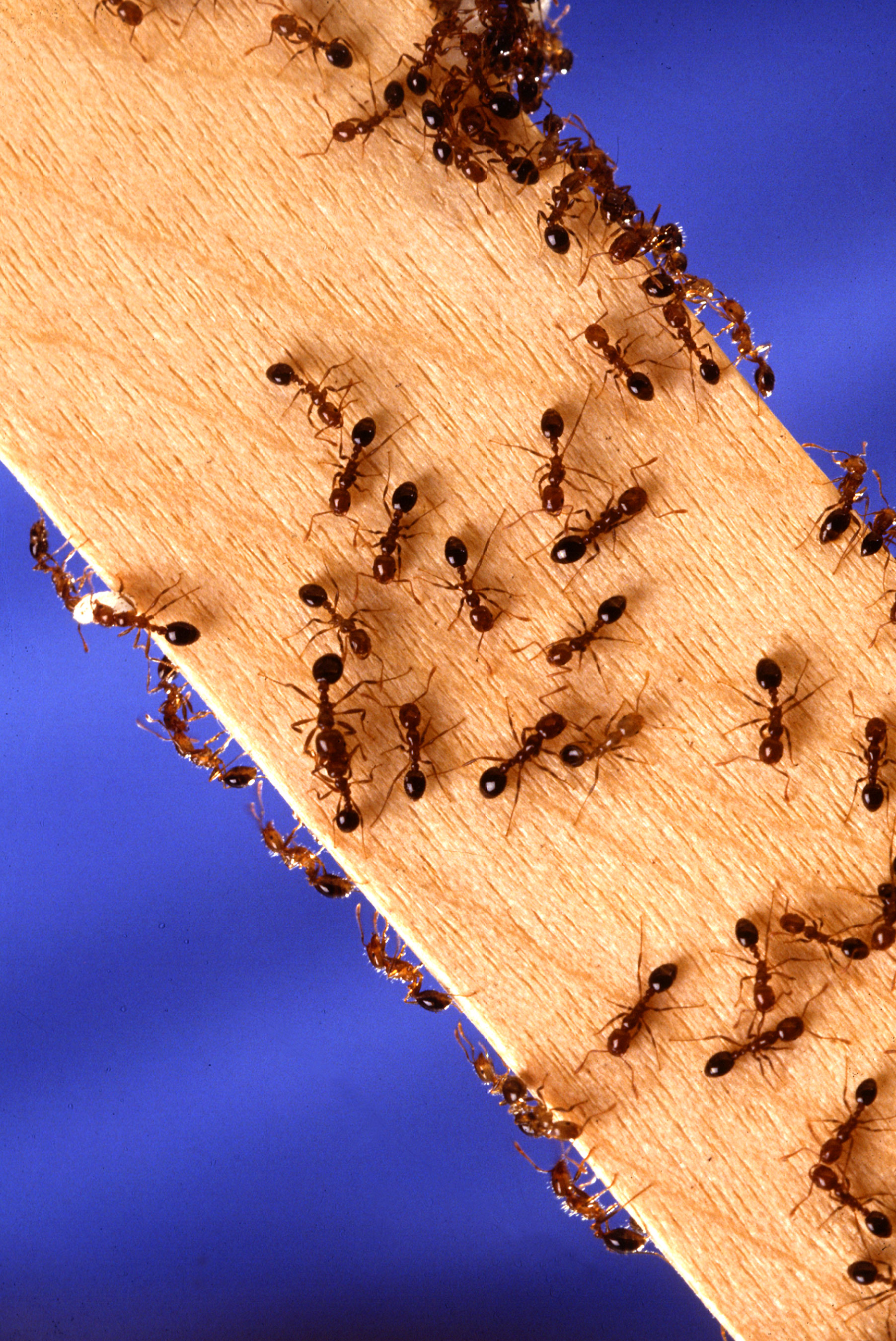
O livro The Ants de Edward Osborne Wilson e de Bert Hölldobler recebeu o Prémio Pulitzer

- Richard Dawkins, autor de O Gene Egoísta (1976), O Fenótipo estendido (1982), O relojoeiro cego (1986).
- Edward Osborne Wilson, autor de "Sociobiology: the New Synthesis", "Conciliência", "Biophilia".
- Robert Trivers, autor de conceitos correntes da Sociobiologia como representatividade genética e altruísmo recíproco.
- W. D. Hamilton, autor de conceitos como a seleção de parentesco; publicou dois artigos intitulados The Genetical Evolution of Social Behaviour em 1964.

## Principais críticos
- Stephen Jay Gould, renomado paleontólogo americano
- Steven Rose
- Richard C. Lewotin, geneticista de populações, autor de "Not in Our Genes".